# Conrad Bain

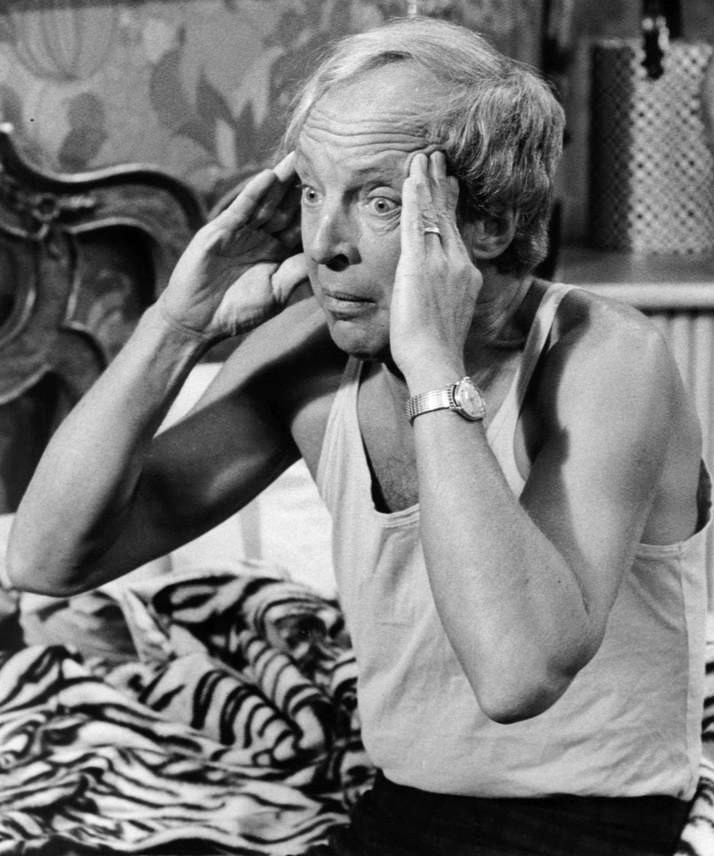
Bain în 1975

Conrad Stafford Bain (n. 4 februarie 1923 – d. 14 ianuarie 2013) a fost un actor canadiano-american. De-a lungul carierei sale, Bain a jucat în teatru și cinema, dar este cel mai bine cunoscut pentru rolurile sale în televiziune, în serialul Maude ca dr. Arnold Harmon și în sitcom-ul Diff'rent Strokes ca Phillip Drummond.
Bain s-a născut la 4 februarie 1923, în Lethbridge, Alberta, Canada. A trăit într-un apartament din Livermore, California. A fost căsătorit cu Monica Sloan din 1945 până la moartea ei în 2009. Cuplul a avut trei copii.
Bain a murit la 14 ianuarie 2013, în casa sa din Livermore, California, din cauze naturale, în vârstă de 89 de ani.

## Referinte
- „"Diff'rent Strokes" tata Conrad Bain a murit la vârsta de 89; co-star Todd Bridges numește "figură paternă" l-”. Fox News. Accesat în 16 ianuarie 2013.

## alte site-uri
- Conrad Bain la Internet Movie Database

1. 1 2  Conrad Bain, Find a Grave, accesat în 9 octombrie 2017
2. 1 2  Conrad Bain, Autoritatea BnF
3. 1 2  Conrad Bain, Internet Broadway Database, accesat în 9 octombrie 2017
4. ↑  Conrad Bain obituary (în engleză)